# Blesle

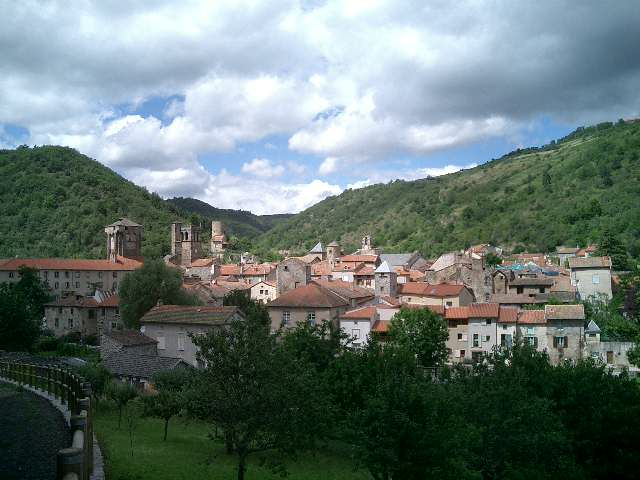

Blesle – miejscowość i gmina we Francji, w regionie Owernia-Rodan-Alpy, w departamencie Górna Loara.
Według danych na rok 1990 gminę zamieszkiwały 703 osoby, a gęstość zaludnienia wynosiła 24 osoby/km² (wśród 1310 gmin Owernii Blesle plasuje się na 312. miejscu pod względem liczby ludności, natomiast pod względem powierzchni na miejscu 226.).